# Jean Albert Riondel
 (décembre 2021).
Pour les articles homonymes, voir Riondel.
Jean Albert Riondel ou encore Albert Riondel, né le 30 juin 1830 à Aron, mort le 3 décembre 1914 à Nantes, est un capitaine de frégate, officier de marine français.

## Biographie
Jean Albert Riondel est le fils de Joseph Pierre Riondel (né le 1er août 1780 à Rocroy, mort le 19 décembre 1857 à Maumusson), maître de forges à Aron, et de Zoé Defermon, fille du baron Jean-François Defermon. La sœur de sa mère Pauline est l'épouse de François Thomas Tréhouart, amiral de France.
Il entre dans la Marine en 1841, aspirant le 1er août 1846, il devient enseigne de vaisseau le 26 octobre 1850, puis lieutenant de vaisseau le 1er décembre 1855, et capitaine de frégate le 9 mars 1867. Mis à la retraite d'office, il consacre trois années à la publication d'une revue maritime à Cherbourg. Il œuvre beaucoup à partir de 1880 pour les pêcheurs de haute mer qui, à l'époque, disparaissaient souvent au large, happés par des bateaux de gros tonnage qui ne voyaient pas leurs plus petites embarcations. Il sera surnommé l’apôtre de la sécurité des pêcheurs de Terre-Neuve. Avec l'aide du Marquis de La Ferronnays, et des chambres de commerce, il impose au niveau national puis international, des règles de sécurité élémentaires et parvient à délimiter des voies maritimes différentes pour les grands et petits bateaux.
Une rue porte son nom à Fécamp. Ses frères, Pierre Ernest (né le 14 octobre 1828 à Aron, mort le 22 février 1887 à Fontainebleau), général de brigade (du génie), et Joseph (né le 20 novembre 1835 à Grazay, mort le 23 septembre 1922 à Angers), chef de bataillon du génie, sont aussi officiers de la Légion d'honneur.

## Sources
- A. Thomazi, "Le Commandant Riondel, apôtre de la sécurité des pécheurs de Terre-Neuve", Revue maritime, 1953